# Astrid Johanna Ofner
Astrid Johanna Ofner (* 14. Jänner 1966 in Linz) ist eine österreichische Regisseurin, Schauspielerin und Autorin.

## Leben
Astrid Johanna Ofner studierte Philosophie an der Sorbonne Nouvelle III, danach Regie und Kamera an der Filmakademie Wien. Sie schloss außerdem ein Regiestudium an der Deutschen Film- und Fernsehakademie Berlin ab.
Sie arbeitete als Schauspielerin an der Schaubühne Berlin und hatte die Titelrolle bei „Antigone“ (1991) von Jean-Marie Straub und Danièle Huillet. Der gleichnamige Film wurde 1991 im Amphitheater von Segesta auf Sizilien gedreht.
Nach der Premiere des Films 1992 im Februar bei der Berlinale begannen die Dreharbeiten zu Astrid Ofners Filmen „Jetzt und alle Zeit“ und „Ins Leere“ in Berlin und Graz.
Die Premiere dieses Double-Feature-Films fand in Wien bei der Viennale 1994 statt und gewann den Preis für 'Innovatives Kino' der Stadt Wien sowie den 'Österreichischen Dokumentarfilmpreis' bei den Österreichischen Filmtagen.
Im Jahr darauf wurde ihr Lebensgefährte Hans Hurch vom österreichischen Kulturminister Rudolf Scholten mit dem Projekt „100 Jahre Kino“ beauftragt. Deswegen übersiedelten beide im Jahr 1995 zurück nach Wien. Astrid Johanna Ofner beriet und unterstützte Hans Hurch bei über 50 Projekten zum Thema '100 Jahre Kino' in ganz Österreich.
1997 wurde Hans Hurch Direktor der Viennale. Bis zu seinem plötzlichen Tod im Sommer 2017 war Astrid Johanna Ofner seine wichtigste Film- und Programm Konsulentin und Herausgeberin der jährlichen Retrospektiven der Viennale im Österreichischen Filmmuseum.

## Werk
Die Filme von Astrid Johanna Ofner basieren meist auf einer literarischen Vorlage, ebenso wie ihre Drehbücher. Zurzeit arbeitet sie an dem Essayfilm "Was soll man machen. - Vor Entzücken?" Briefe aus dem Gefängnis von Rosa Luxemburg und sie schreibt ihr erstes Original Spielfilm Drehbuch "The Picture".

## Preise
- 2017 Locarno Film Festival -  Drehbuchpreis (Film: "Abschied von den Eltern")
- 1994 VIENNALE ´94 Preis für innovatives Kino der Stadt Wien (Film: „Jetzt und alle Zeit“)
- 1994 Österreichische Filmtage ´94 - österreichischer Dokumentarfilmpreis (Film: „Jetzt und alle Zeit“)

## Veröffentlichungen
- Fritz Lang – Eine Retrospektive der Viennale und des Österreichischen Filmmuseums. 2012. ISBN 978-3-89472-816-8.
- Der Weg der Termiten – Beispiele eines essayistischen Kinos 1909–2004 ISBN 978-3-89472-535-8
- RAY SATYAJIT – Eine Retrospektive der Viennale vom 1. bis 31. Oktober 1999 in Zusammenarbeit mit dem Österreichischen Filmmuseum, ISBN 3-901770-05-4.
- Die Früchte des Zorns und der Zärtlichkeit – Werkschau Daniele Huillet / Jean-Marie Straub und ausgewählte Filme von John Ford
- Jean-Luc Godard – Retrospektive der Viennale in Zusammenarbeit mit dem österreichischen Filmmuseum
- That Magic Moment 1968 und das Kino eine Filmschau ein Projekt von Viennale und Stadtkino, Wien ISBN 3-901770-03-8
- Andy Warhol – Filmmaker  eine Retrospektive der Viennale und des Österreichischen Filmmuseums. ISBN 3-85266-282-6
- Jaques Demy / Agnes Varda, ISBN 3-89472-433-1.
- Los Angeles Eine Stadt im Film. A City on Film – Eine Retrospektive der Viennale und des Österreichischen Filmmuseums. ISBN 978-3-89472-662-1
- The Unquiet American : Transgressive comedies from the US. Retrospektive der Viennale und des Österreichischen Filmmuseums. ISBN 978-3-89472-693-5
- Chantal Akerman – Eine Retrospektive der Viennale ISBN 978-3-89472-744-4
- Jerry Lewis. Eine Retrospektive der Viennale und des Österreichischen Filmmuseums. ISBN 978-3-89472-870-0.

## Filmografie
- 1990: Savanna Bay
- 1993: Ins Leere
- 1994: Jetzt und alle Zeit
- 2007: Sag es mir Dienstag
- 2017: Abschied von den Eltern
- 2019: Die Strände